# AMX 10RC
De AMX-10RC is een Frans verkenningsvoertuig en antitankwapen gebouwd door GIAT Industries, het huidige Nexter. Het voertuig kwam in 1976 in dienst bij het Franse leger, dat beschikt over 300 voertuigen. Verder is het in gebruik bij het leger van Marokko (108 stuks) en van Qatar (12 stuks). De Franse voertuigen zijn vanaf 2002 sterk gemoderniseerd.

## Beschrijving
Het leger was op zoek naar een opvolger voor de Panhard EBR. Het ontwerp van het voertuig startte in 1970. In 1971 waren drie voertuigen gereed om uitgebreid getest te worden en het duurde tot 1976 voor de productie begon. In 1981 kwamen de eerste voertuigen bij de parate eenheden. Het voertuig is ingezet in Tsjaad in 1983 en 1984, tijdens de Golfoorlog van 1990-1991 en bij de operaties van de Verenigde Naties in Kosovo.
Het voertuig heeft zes wielen die alle aangedreven worden (6x6). Ze zijn ook aangesloten op een centraal systeem waarmee de bandenspanning kan worden gereguleerd. Op zacht terrein kan de bandendruk worden verlaagd waardoor het oppervlak met de ondergrond groter wordt en het voertuig minder wegzakt. Verder kan het voertuig blijven rijden met een of meer lekke banden. De opbouw is standaard met de chauffeur voorin, de geschutskoepel in het midden met plaats voor drie personen en achterin de motor. De romp en koepel zijn gemaakt van aluminium. Dit biedt alleen bescherming tegen klein kaliber wapens en granaatscherven. Het voertuig biedt wel bescherming tegen nucleaire, bacteriologische en chemische aanvallen (NBC). De koepel kan volledig ronddraaien en geeft het kanon een elevatie tussen -8° en +20°. De hoofdbewapening bestaat uit een 105 mm-kanon dat pantser-, waaronder de Armoured Piercing Fin Stabilised Discarding Sabot (APFSDS), hoog explosief-, HEAT- en rookgranaten kan afschieten.
Het voertuig was aanvankelijk uitgerust met een Hispano Suiza HS115 achtcilinder dieselmotor. Deze leverde een vermogen van 260 pk bij 3.000 toeren per minuut. Vanaf 1983 werd deze vervangen door een dieselmotor van Baudouin met 6 cilinders in V-vorm. Het vermogen is 300 pk bij 3.300 toeren per minuut. De twee brandstoftanks hebben een capaciteit van 520 liter en geven het voertuig een bereik van circa 1.000 kilometer. Het voertuig is amfibisch en haalt in water een snelheid van 7,2 km/h met twee waterjets. Een hydropneumatisch veringsysteem zorgt voor een zelfcorrigerende en variabele rijhoogte, afhankelijk van de belasting en terreingesteldheid. Het voertuig kan een verticale hoogte van 80 centimeter overwinnen en een geul van 1,60 meter overbruggen.

## Modernisering

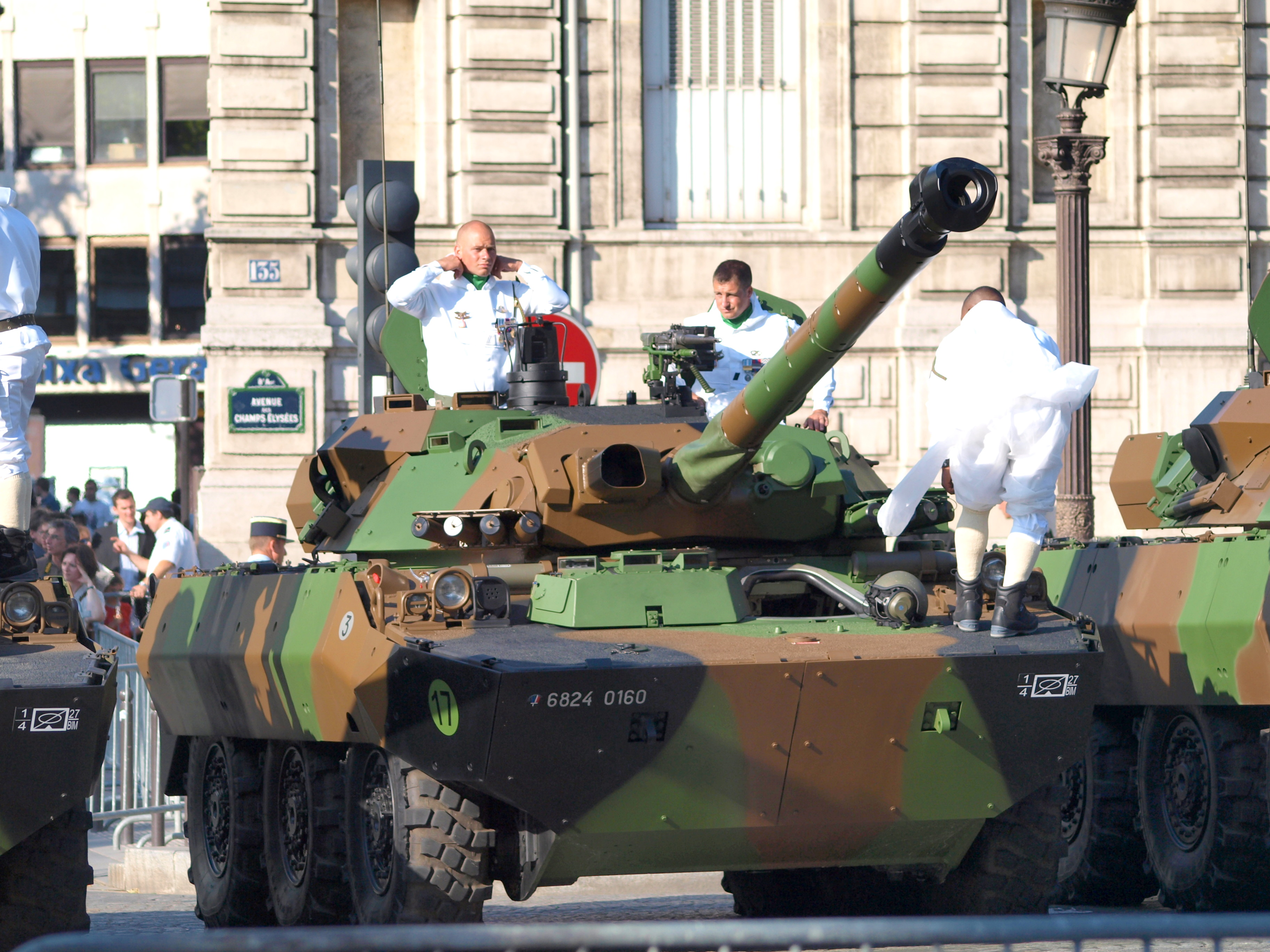
Gemoderniseerde AMX 10RC in 2010

In december 2000 gaf het leger de opdracht 256 exemplaren te moderniseren. Diverse onderdelen werden vernieuwd zoals de automatische versnellingsbak en het veringsysteem en het pantser werd verbeterd. Diverse wapen- in informatiesystemen werden ook aangepakt. De eerste gemoderniseerde voertuigen werden in 2002 geleverd ter beproeving. In 2005 kwamen de eerste gereviseerde voertuigen terug bij de eenheden en het programma werd in 2010 afgerond. De voertuigen kunnen nu tot het jaar 2020 of zelfs 2025 ingezet worden. Deze gereviseerde versie staat bij het Franse leger bekend onder de type-aanduiding AMX 10 RC rénové. 
Frankrijk heeft in januari 2023 toegezegd er een aantal aan Oekraïne te leveren. Op 2 juli 2023 waren de AMX 10 RC ruim een maand actief op het slagveld. Een Oekraïense commandant gaf aan dat de AMX 10 niet erg geschikt bleek als aanvals voertuig. De bepantsering zou te dun zijn en al worden doorboord wanneer er een explosief in de nabijheid van het voertuig ontploft. Wel achtte hij het voertuig geschikt voor vuurondersteuning.

## Versie voor Marokko
Marokko bestelde 108 stuks van een enigszins aangepaste versie. Als amfibisch voertuig zouden deze niet worden ingezet en daarom werden ze zonder waterjets geleverd. De eerste exemplaren werden in 1981 geleverd en in 1985 de laatste.